# Lema lui Zorn
Lema lui Zorn, numită și lema Kuratowski-Zorn, este o lemă în cadrul teoriei mulțimilor.

## Enunț
Dacă M este o mulțime nevidă pe care există o relație de ordine (parțială) cu proprietatea că pentru orice submulțime T total ordonată de ordinea de pe M există în M un element care o majorează, atunci M admite un element maximal.
Lema lui Zorn rezultă din axioma alegerii și este echivalentă cu aceasta (dacă în teoria mulțimilor nu se consideră axioma alegerii în schimb se consideră ca axiomă enunțul lemei lui Zorn, atunci se poate demonstra ca teoremă enunțul axiomei alegerii). O altă proprietate importantă echivalentă cu axioma alegerii și cu lema lui Zorn este teorema lui Zermelo de bună ordonare: pe orice mulțime se poate defini o relație de bună ordonare.

## Consecințe
Următoarele propoziții se demonstrează ușor aplicând lema lui Zorn:
- orice două cardinale sunt comparabile
- orice spațiu vectorial admite o bază algebrică

## Exemple
Ideea de demonstrație a faptului că orice spațiu vectorial X are cel puțin o bază algebrică este următoarea: Se consideră mulțimea {\displaystyle {\mathcal {F}}} a mulțimilor A de vectori liniar independenți din X. Pe această mulțime se consideră ordinea dată de relația de incluziune între mulțimi. Pentru orice submulțime {\displaystyle {\mathcal {T}}\subseteq {\mathcal {F}}} de mulțimi incluse una în alta ({\displaystyle \forall A,B\in {\mathcal {T}}}, {\displaystyle A\subseteq B} sau {\displaystyle B\subseteq A}), reuniunea lor {\displaystyle \bigcup {\mathcal {T}}} este o mulțime de vectori liniar independenți și deci un majorant pentru {\displaystyle {\mathcal {T}}}. Ca urmare, se poate aplica lema lui Zorn și rezultă că există o mulțime maximală în {\displaystyle {\mathcal {F}}}. Această mulțime maximală este o bază a lui X.
În alte cazuri, construcția mulțimii parțial ordonate este mai complicată. Pentru a demonstra că orice două cardinale sunt comparabile, se ia mulțimea bijecțiilor definite pe o submulțime a uneia dintre mulțimi cu valori într-o submulțime a celeilalte. O funcție este considerată „mai mică” decât alta dacă este o restricție a ei (domeniul primei este inclus în domeniul celeilalte și cele două funcții coincid pe domeniul mai mic).